# Emily Willis

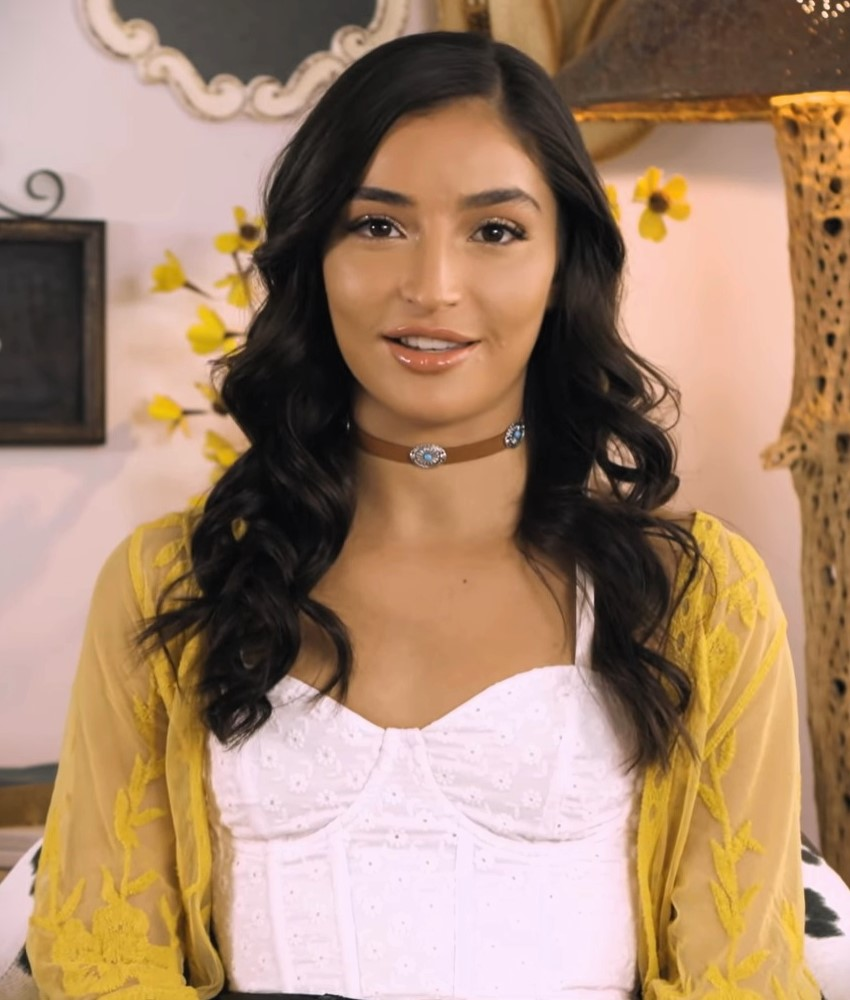
Emily Willis (November 2020)

Emily Willis (* 29. Dezember 1998 in Argentinien; bürgerlich Litzy Lara Banulos) ist eine US-amerikanische Pornodarstellerin.

## Leben
Im Alter von sieben Jahren kam Emily Willis mit ihrer Familie von Argentinien in die USA. Ihre weitere Kindheit und Jugend verbrachte sie in St. George, Utah, und in San Diego, Kalifornien. In Kontakt mit der Porno-Branche kam sie im Jahr 2017, als sie den Betreiber der Porno-Website „Girls Do Porn“ über die Internet-Dating-Plattform Tinder kennenlernte und eine Einladung zu einem Treffen annahm. Ab Oktober 2017 drehte sie für ihn einige Amateur-Pornoszenen. 
Ihre professionelle Porno-Karriere begann im Februar 2018. Emily Willis hat für fast alle bekannten Porno-Studios gedreht, unter anderem Evil Angel, Naughty America, Jules Jordan Video, Brazzers, Vixen und Tushy. Sie war in der US-amerikanischen Ausgabe der Zeitschrift Penthouse „Pet des Monats“ im Mai 2019.
Im April 2020 war sie in einem Musikvideo des Rappers G-Eazy für den Song Moana neben anderen Pornodarstellerinnen wie Kira Noir, Alina Lopez und Gabbie Carter zu sehen.
Bei der Verleihung der XBIZ- und AVN-Awards im Januar 2021 wurden ihr neben weiteren Auszeichnungen jeweils die Titel „Female Performer of the Year“, zwei der prestigeträchtigsten Preise der Porno-Industrie, verliehen.
Bei den XRCO-Awards im Herbst 2021 und XBIZ-Awards im Januar 2022 wurde sie jeweils erneut als „Female Performer of the Year“ ausgezeichnet.

## Privatleben
Am 5. Februar 2024 wurde Willis aufgrund einer Überdosierung zur Intensivpflege in eine medizinische Einrichtung in Thousand Oaks, Kalifornien eingeliefert. Im April gab ihre Familie bekannt, dass Willis nach einem Herzstillstand zwei Monate lang im Koma lag und nun wieder bei Bewusstsein ist.

## Auszeichnungen (Auswahl)
- 2020: Night Moves-Award „Best Female Performer“ (Editor’s Choice)[11]
- 2020: AVN Award „Best Anal Sex Scene“ (zusammen mit Ramon Nomar) für Emily Willis – The Anal Awakening[12]
- 2020: XBIZ-Award „Best Sex Scene“ für Bad Cop Bad City
- 2021: XBIZ-Award „Female Performer of the Year“[4]
- 2021: XBIZ-Award „Gonzo Movie of the Year“ für The Insatiable Emily Willis[4]
- 2021: AVN-Award „Female Performer of the Year“[5]
- 2021: AVN-Award „Best All-Girl Group Sex Scene“ für Paranormal[5]
- 2021: AVN-Award „Best Blowbang Scene“ für Facialized 7[5]
- 2021: AVN-Award „Best Double-Penetration Sex Scene“ für The Insatiable Emily Willis[5]
- 2021: AVN-Award „Best POV Sex Scene“ für Emily Willis: Car BJ & POV Fucking[5]
- 2021: AVN-Award „Best Star Showcase“ für The Insatiable Emily Willis[5]
- 2021: AVN-Award „Best Three-Way Sex Scene – B/B/G“ für The Insatiable Emily Willis[5]
- 2021: XRCO-Award „Female Performer of the Year“[6]
- 2022: XBIZ-Award „Female Performer of the Year“[7]
- 2022: XBIZ-Award „Best Sex Scene – Performer Showcase“ – Emily Willis, Mick Blue & Dante Colle in Influence[7]
- 2022: PornHub-Award „Top Lesbian Performer“[13]

## Filmografie (Auswahl)
- 2018: Slut Puppies 13
- 2018: Watching My Hotwife 4
- 2018: First Anal 7
- 2019–2021: Natural Beauties 12, 15
- 2019: Teenage Lesbian
- 2019: Anal Savages 4
- 2019: Under The Bed
- 2019: The Art of Anal Sex 10, 11
- 2019: A Family Attraction 4
- 2019: Moms Lick Teens 22
- 2019: Private Party
- 2019–2021: Blacked Raw 24, 38, 40
- 2019–2020: Tushy Raw 2, 16
- 2019: Teen Wet Asses 4
- 2019: Drive
- 2019: Polyamory 4
- 2019: Threesome Fantasies 7
- 2019: Disciples Of Desire: Bad Cop – Bad City
- 2020: Manhandled 14
- 2020: The Audition
- 2020: Interracial Icon 14
- 2020: Dirty Talk 9
- 2020: Oil Overload 16
- 2020: Oiled Up 7
- 2020: The Insatiable Emily Willis
- 2020: 40 Years Old, Come to Life
- 2020: Pure Anal Pleasure 14
- 2020: Lesbian Nymphos
- 2020: Holding Out & Giving In 2
- 2020: Scam Angels 14: Summer Sluts
- 2020: Hookup Hotshot: Extreme Highlights 2
- 2020: Stepdaughter Secrets 2
- 2020: Paranormal
- 2020: It's A Family Thing 4
- 2021: Axel Braun's Down 2 Fuck
- 2021: The Art of Anal Sex 13
- 2021: Vibes 4
- 2021: Cuckold's Plight 3
- 2021: Teenage Fun
- 2021: Falling From Grace
- 2021: My Daddy's Point Of View 8